# Quản trị bức xạ Mặt Trời

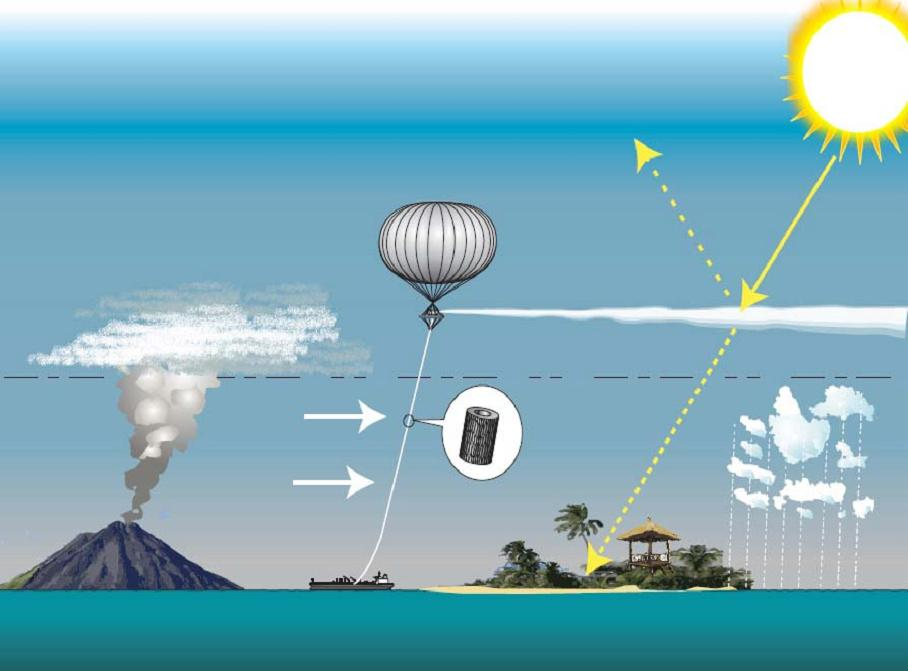
Một đề xuất quản trị bức xạ Mặt Trời, sử dụng các bóng bay có dây nối xuống đất, để phun các sol khí sunfat vào tầng bình lưu Trái Đất.

Quản trị bức xạ Mặt Trời (hay quản lý bức xạ Mặt Trời) là một loại kỹ nghệ khí hậu nhắm đến việc phản chiếu ánh sáng Mặt Trời ngược trở lại không gian và do đó làm giảm sự nóng lên toàn cầu. Các phương pháp được đề xuất bao gồm tăng albedo Trái Đất, ví dụ như làm tăng độ phản xạ của các đám mây trên đại dương, hay phun các sol khí sunfat vào tầng bình lưu, hoặc bảo vệ các vùng phản xạ nhiệt tự nhiên như băng trên biển, tuyết và sông băng , hoặc che chắn bức xạ Mặt Trời từ không gian, và nhiều phương án khác. Ưu điểm chính của các kỹ thuật này là: tốc độ triển khai nhanh chóng, chi phí có tiềm năng ở mức thấp, và hiệu quả trực tiếp trong việc đảo ngược sự nóng lên toàn cầu.
Các dự án quản lý bức xạ mặt trời có thể đóng vai trò như là giải pháp ngắn hạn trong khi chờ mức độ phát thải khí nhà kính dần dần được kiểm soát bằng các kỹ thuật giảm thiểu và loại bỏ khí nhà kính. Quản lý bức xạ mặt trời sẽ không làm giảm nồng độ khí nhà kính trong khí quyển, và do đó không giải quyết được các vấn đề khác như acid hóa đại dương do dư thừa carbon dioxide (CO2).

## Các đề xuất

### Trên khí quyển

#### Tăng sáng mây đại dương

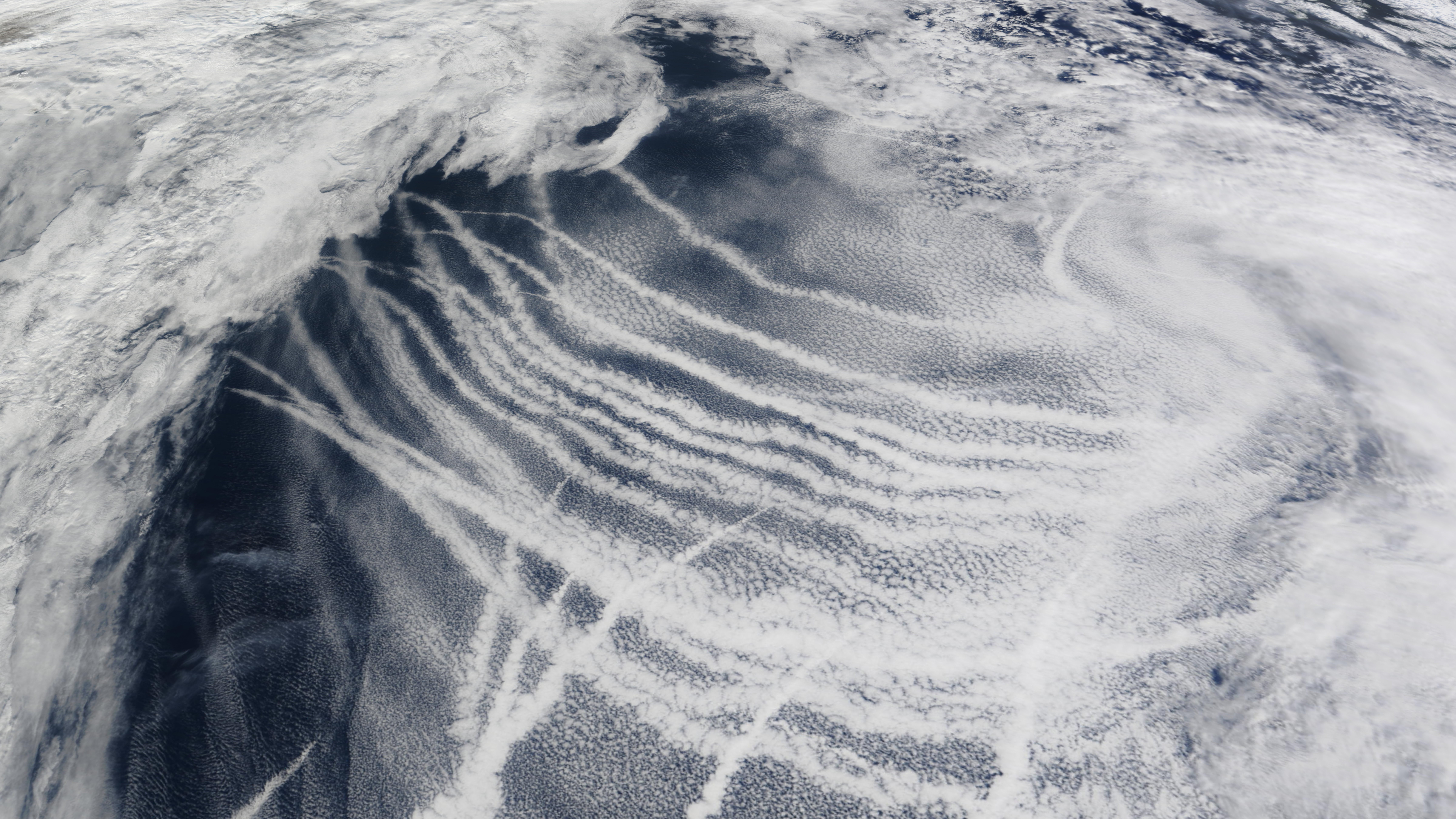
Mây trên đại dương hiện nay đã được tăng sáng phần nào, nhờ vào các hạt bụi phát thải ra từ ống xả của các tàu thủy lớn, kích thích việc ngưng tụ tạo giọt, hình thành thêm nhiều giọt mây ở kích thước nhỏ hơn, phản xạ tốt hơn ánh nắng. Ảnh chụp vệ tinh này cho thấy các vệt trắng dài và ngoằn ngoèo trong mây, ứng với đường đi của các tàu thủy, nơi khói xả để lại hiệu ứng tăng sáng trong mây.

Đa số mây trên Trái Đất có khả năng phản xạ bức xạ Mặt Trời ngược trở về không gian. Hiện tại, một hiệu ứng phụ của các hoạt động xả thải ra môi trường trong vận tải biển và công nghiệp là sự phát ra các hạt bụi nhỏ, làm tăng mật độ các giọt nước trong mây ngưng tụ trên các hạt bụi đó, và giảm kích thước trung bình của các giọt nước trong mây, gây nên tăng độ phản xạ của mây. Hiệu ứng phụ này đang giúp giảm nhiệt độ Trái Đất được khoảng 0,5 đến 1,5 °C so với mức nhiệt độ đáng ra sẽ xảy ra nếu không có hiệu ứng này, làm giảm công suất làm nóng Trái Đất ở mức 1 W/m² trung bình toàn cầu, tuy rằng vẫn chưa đủ để kìm hãm sự nóng lên toàn cầu gây ra bởi hiệu ứng nhà kính vốn được đánh giá là ở mức giảm cần thiết cỡ 3,7 W/m² trung bình toàn cầu. Hiệu ứng này cũng là yếu tố khó tính toán và quan trọng trong các mô hình thời tiết .
Nhiều phương án làm tăng thêm nữa, một cách chủ động, dễ tiên đoán và điều khiển, độ phản xạ của mây, theo cách tương tự với hiệu ứng nêu trên, đã được đề xuất . Ví dụ như phương án do John Latham và Stephen Salter đề xuất, theo đó việc phun các hạt nước biển vào khí quyển ở đại dương có thể làm tăng độ phản xạ của mây. Các giọt nước muối biển, khi được phun ra, tạo ra thêm các nhân ngưng tụ cho mây, tăng số lượng hạt nước trong mây, và giảm kích thước trung bình của các hạt nước trong mây, làm cho mây trắng hơn, phản xạ mạnh hơn ánh nắng, nhờ hiệu ứng Twomey..
Các phương án tăng sáng mây đại dương có thể làm giảm công suất làm nóng Trái Đất ở mức nhiều hơn 3.7 W/m², tính trung bình toàn cầu,, đủ để triệt tiêu hiệu ứng nhà kính do việc tăng nồng độ CO2 khí quyển lên gấp đôi so với mức của những năm 1800. Kỹ thuật này có hiệu quả nhanh, và điều khiển được nhanh chóng - dừng lại hoặc tăng cường trong vòng cỡ vài ngày đến vài tuần do các giọt nước mây sẽ rơi xuống một cách tự nhiên trong khung thời gian này, và có tác động cho cả khí hậu địa phương và toàn cầu. Có thể có những tác động làm thay đổi lượng mưa , tuy nhiên mức thay đổi được cho là ít hơn so với các phương án quản trị bức xạ mặt trời khác, và ít hơn hẳn so với khi để cho sự nóng lên toàn cầu không được kiểm soát.
Việc phun sương nước biển có thể thực hiện ở những vùng khí nóng bốc lên ngay bên dưới các lớp mây tầng tích, theo nhiều phương án kỹ thuật khác nhau. Một phương án có thể sử dụng tàu Flettner để phun sương nước biển. Việc chỉ cần phun sương ở ngay độ cao thấp, tận dụng dòng khí nóng dâng lên tạo mây, làm giảm rất đáng kể chi phí vận hành.
Có những ước tính khác nhau về chi phí xây dựng và vận hành hệ thống làm tăng sáng mây đại dương. Một nghiên cứu cho thấy chi phí duy trì hệ thống khoảng 50 đến 100 triệu bảng Anh mỗi năm.. Một báo cáo khác gợi ý chi phí vận hành tới 5 tỷ đô la Mỹ mỗi năm nếu muốn giảm công suất làm nóng Trái Đất ở mức mạnh, tới 5 W/m² trung bình toàn cầu. Một nghiên cứu khác cho thấy, chi phí năng lượng để duy trì vận hành hệ thống phun sương nước biển, đủ để làm giảm công suất làm nóng Trái Đất ở mức 4 W/m² trung bình toàn cầu, theo kỹ thuật tiết kiệm năng lượng là phun tia bằng hiệu ứng bất ổn Plateau–Rayleigh, tạo các giọt có kích thước cỡ 100 nm, chỉ tiêu tốn công suất khoảng 30 MW.

#### Sol khí tầng bình lưu

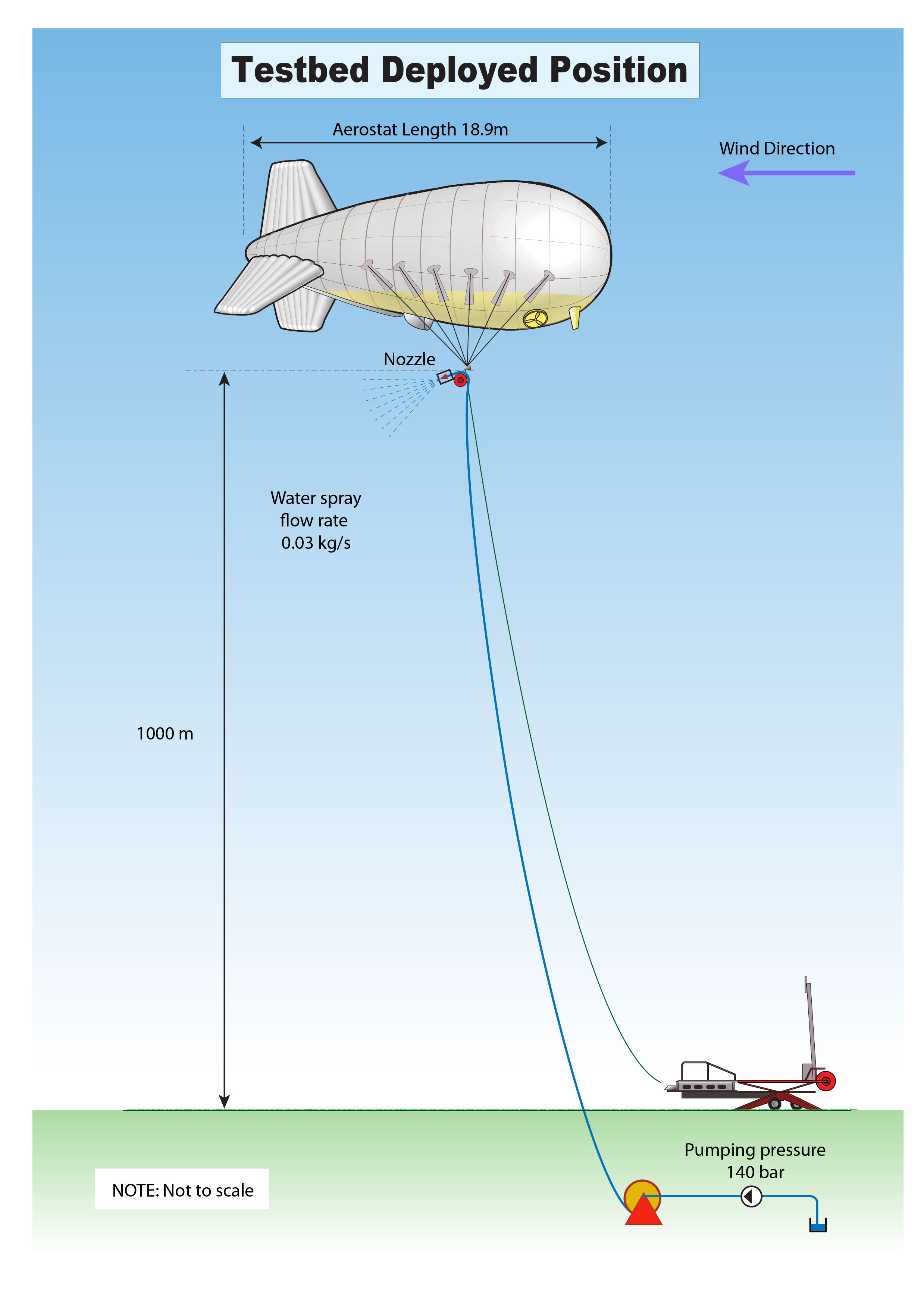
Đề xuất phun các hạt sol khí vào tầng bình lưu Trái Đất.

Việc phun các sol khí có khả năng phản xạ bức xạ Mặt Trời ngược trở lại không gian là một trong các phương pháp quản trị bức xạ Mặt Trời được quan tâm. Kỹ thuật này có thể làm giảm được công suất làm nóng Trái Đất, mức giảm khoảng 3.7 W/m² tính trung bình toàn cầu , đủ để triệt tiêu hoàn toàn hiệu ứng nhà kính gây ra bởi việc tăng gấp đôi nồng độ khí CO2 trong khí quyển, là mức thường được sử dụng để đánh giá các kịch bản khí hậu trong tương lai gần của Trái Đất.
Sunfat là chất hay được đề xuất để làm sol khí cho kỹ nghệ khí hậu, do đã có các bằng chứng về hiệu quả của chúng từ khí phun trào bởi các núi lửa. Các núi lửa hoạt động mạnh thường phun ra một lượng lớn khí sulfide dioxide vào tầng bình lưu, tạo nên sol khí sunfat và làm mát Trái Đất. Các vật liệu khác đã được đề xuất là các hạt photophoretic, titan dioxide, và bụi kim cương. Việc phun các hạt này có thể được thực hiện bằng pháo cao xạ, máy bay (ví dụ như F15-C) hoặc các khí cầu.. Lý do là cần đưa được sol khí lên tới tầng bình lưu Trái Đất, tại đó sol khí có thể tồn tại lâu và phát tán rộng, do ít có các hiện tượng xáo trộn ở tầng bình lưu. Các sol khí nếu chỉ được phun ra ở tầng đối lưu sẽ có thời gian tồn tại ngắn ngủi, do các hiện tượng thời tiết phức tạp xảy ra ở tầng đối lưu.
Chi phí hàng năm để đưa được khoảng 5 triệu tấn sol khí, có khả năng phản xạ ánh nắng, lên độ cao tầng bình lưu, cỡ 20 đến 30 km là vào khoảng 2 đến 8 tỷ đô la Mỹ . Lượng 5 triệu tấn SO
2 hàng năm được cho là đủ để triệt tiêu hiệu ứng nóng lên toàn cầu trong thế kỷ tới..
Các hiệu ứng không mong muốn của kỹ thuật phun sol khí tầng bình lưu có thể bao gồm: thay đổi khó kiểm soát của lượng mưa, ở mức nhiều hơn so với kỹ thuật tăng sáng mây đại dương, và, với sol khí sunfat, khả năng gây nên sự phá hủy nhất định với tầng ôzôn. Kỹ thuật phun sol khí tầng bình lưu cũng hạn chế trong việc kiểm soát khí hậu địa phương, mà tác động của kỹ thuật này ở mức toàn cầu.

#### Tăng cường chu trình sulfide đại dương

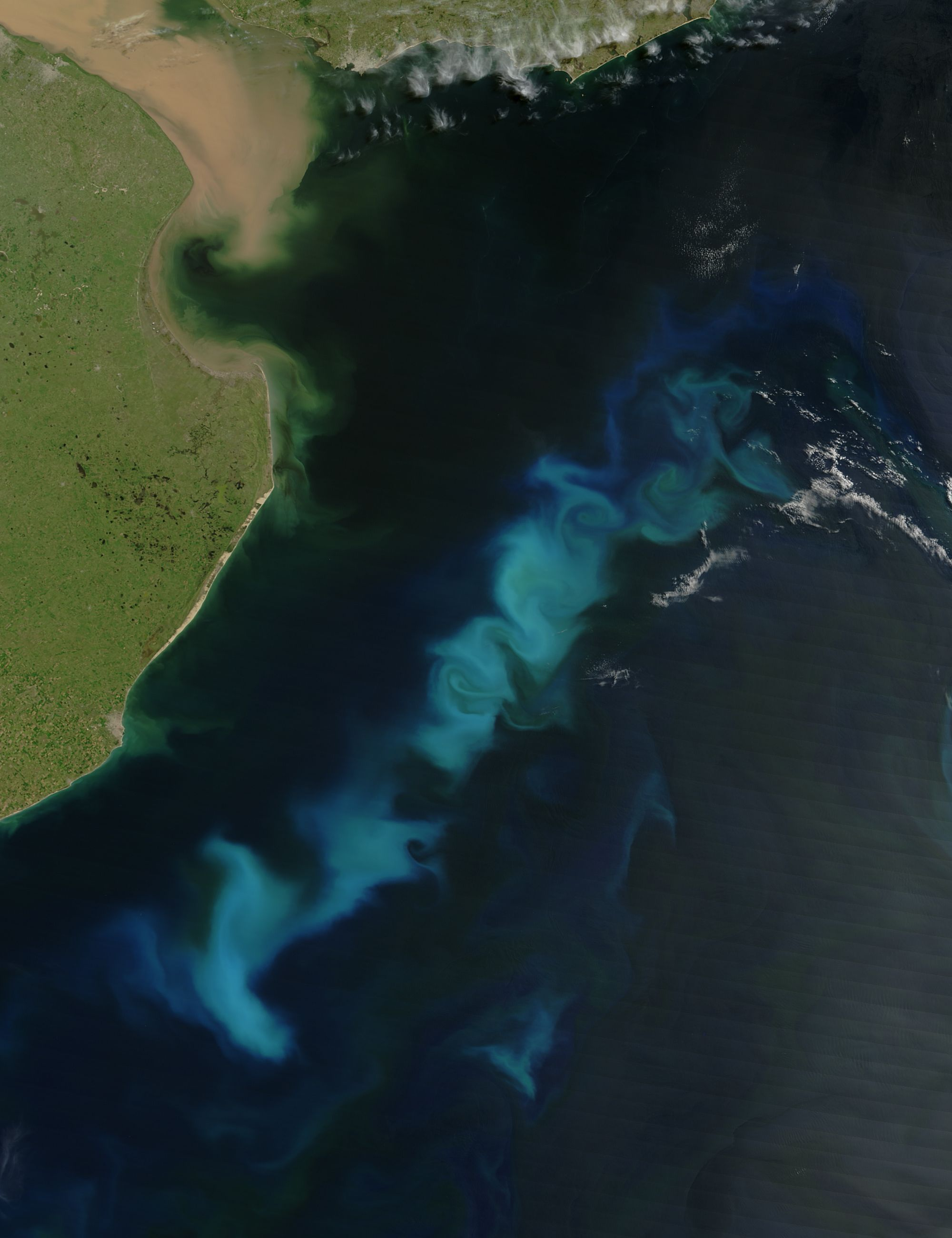
Thực vật phù du phát triển nở rộ trên một vùng biển rộng ngoài khơi Argentina.

Một số loài sinh vật phù du trên đại dương sinh ra chất dimethyl sulfit (DMS) trong quá trình sinh sống, một phần DMS đó đi vào bầu khí quyển nơi nó bị oxy hóa bởi các gốc hydroxyl (OH), clo nguyên tử (Cl) và oxide brom (BrO) để tạo thành các hạt sunfat. Các hạt sunfat trong khí quyển có thể làm tăng suất phản chiếu của hành tinh và do đó, làm mát cho Trái Đất, cơ chế này là trung tâm của giả thuyết CLAW. Đây là một trong những ví dụ được James Lovelock sử dụng để minh họa cho giả thuyết Gaia của ông.
Chu trình sulfide này có thể được tăng cường bằng cách bón phân cho đại dương, ví dụ như bổ sung lượng nhỏ sắt.. Việc bón phân cho đại dương vốn được coi là một kỹ nghệ khí hậu khác, nhắm đến hấp thụ bớt cacbon dioxide và tăng năng suất hải sản, tuy vậy bón sắt có hiệu ứng phụ là làm tăng khả năng phản xạ của Trái Đất. Một thí nghiệm ở Nam Đại Dương cho thấy việc bổ sung sắt giúp tăng lượng dimethyl sulfit được sinh ra tới 4 lần, và làm tăng suất phản chiếu của mây, đồng thời tăng nhẹ albedo của bề mặt đại dương bởi sự nở rộ của các thực vật phù du . Kết quả này cho thấy một khả năng nhất định trong quản trị bức xạ Mặt Trời tại khu vực nhỏ, cùng với khả năng tăng hấp thụ CO2 của đại dương, làm giảm tốc độ tan băng ở Nam Cực - tuy hiệu ứng quản trị bức xạ mặt trời không mạnh .

### Dưới bề mặt

#### Mái phản xạ

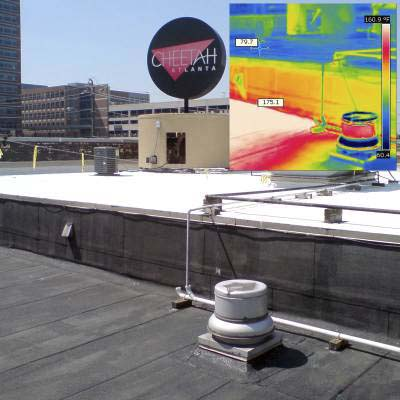
Sơn trắng mái nhà giúp giảm chi phí điều hòa không khí, đồng thời hỗ trợ làm mát Trái Đất. Trong hình có ảnh nhiệt so sánh nhiệt độ giữa phần mái màu đen và mái màu trắng. Bên màu trắng mát hơn bên đen tới 35 độ C.

Các vùng đất dành cho con người sinh hoạt có thể được tăng albedo, thông qua các biện pháp đơn giản. Tạo màu trắng, hoặc màu sáng, cho các mái nhà được khuyến khích bởi luật pháp ở một số nơi, như ở California . Các nóc xe ô tô màu sáng hoặc phản xạ tốt bức xạ Mặt Trời có khả năng giảm nhiệt truyền vào trong xe, giúp giảm nhu cầu năng lượng chạy điều hòa không khí, do đó giảm tiêu thụ nhiên liệu, giảm phát thải. Các bãi đỗ xe ngoài trời có thể được phủ sơn phản xạ ánh nắng. Vỉa hè và đường đi có thể được làm sáng màu, trồng cây màu sáng.
Trên quy mô toàn cầu, diện tích bề mặt dành cho sinh hoạt của con người không chiếm nhiều, nên các kỹ thuật nêu trên chỉ có thể làm giảm công suất gây nóng Trái Đất ở mức 0,01–0,19 W/m² trung bình toàn cầu. Mức này còn xa so với mức giảm cần thiết là 3,7 W/m² để bù đắp cho sự nóng lên toàn cầu gây ra bởi việc tăng gấp đôi nồng độ CO2.
Tuy vậy, chi phí thực hiện không đáng kể, nếu chỉ phụ thuộc vào việc lựa chọn vật liệu phủ bề mặt. Ngoài ra, việc làm giảm năng lượng sử dụng cho điều hòa không khí, tới 15%, giảm phát thải CO2, cũng có đóng góp giảm sự nóng lên toàn cầu. Hiệu ứng làm mát giúp hạn chế các đảo nhiệt thành thị, giảm ảnh hưởng đến chất lượng sống của dân cư .
Trong trường hợp chi phí không nằm ở lựa chọn vật liệu phủ bề mặt, mà chủ ý bổ sung thêm lớp phủ bề mặt, kỹ thuật này lại trở thành kỹ thuật tốn kém bậc nhất. Chỉ cần phủ 1% diện tích đất trên Trái Đất (cỡ 1012 m²) cũng sẽ tiêu tốn 300 tỷ đô la Mỹ mỗi năm .
Nếu bổ sung lớp phủ, bằng vật liệu plastic phản xạ ánh nắng, cho 67.000 dặm vuông Anh (170.000 km2) sa mạc mỗi năm, từ năm 2010 đến năm 2070 thì có thể làm giảm công suất gây nóng Trái Đất ở mức 1.74 W/m² trung bình toàn cầu . Mức này cũng vẫn chưa thể đạt đến ngưỡng cần thiết là 3.7 W/m². Ngoài ra, hiệu ứng đạt được phần nhiều mang tính địa phương, đóng góp yếu cho việc giảm tan băng Bắc Cực. Các nhược điểm khác bao gồm: chi phí lớn, chiếm dụng nhiều đất đai của cả trong và ngoài sa mạc, ảnh hưởng nặng nề lên hệ sinh thái sa mạc .

#### Phản xạ ở mặt biển
Đã có đề xuất về việc tạo ra bọt biển, sử dụng các bọt khí có kích thước cỡ micrômét lơ lửng ở dải sáng rõ của đại dương. Một đề xuất có chi phí thấp hơn là làm dài hơn và sáng hơn các đuôi sóng của các tàu biển.
Băng ở các vùng cực có khả năng phản xạ tốt ánh nắng. Việc tạo thêm băng ở các vùng biển gần cực có thể được kích thích bằng cách bơm nước lạnh từ lớp biển dưới sâu lên trên bề mặt . Băng ở cả trên biển và trên đất liền có thể được làm tăng sáng và dầy hơn bằng cách trộn bổ sung các hạt silica hình cầu . Các sông băng chảy ra biển có thể được duy trì tốt hơn bằng cách chặn dòng nước ấm chảy vào sông băng . Nước muối có thể được bơm lên từ biển và xả thành tuyết rơi lên Dải băng Tây Nam Cực . Việc duy trì các vùng băng ở các cực, thông qua các kỹ thuật trên, ngoài hỗ trợ làm mát Trái Đất, còn trực tiếp chống lại sự dâng lên của mực nước biển.

#### Quản trị rừng, đồng cỏ, cây trồng
Việc trồng rừng, hoặc phá rừng, có tác động phức tạp đến việc làm mát Trái Đất. Nếu trồng rừng ở các vùng nhiệt đới, hiệu quả tổng thế của quá trình phức tạp này là làm mát Trái Đất. Trong khi đó, nếu phá rừng ở các vùng có vĩ độ và cao độ lớn sẽ giúp làm lộ ra các lớp tuyết, giúp tăng albedo Trái Đất, và có hiệu quả tổng thể là làm mát Trái Đất.
Các tác động nhất định lên các đồng cỏ, ví dụ như các đồng cỏ phục vụ cho chăn nuôi, cũng có thể làm tăng albedo Trái Đất . Hiệu quả của việc thay đổi các đồng cỏ có thể giúp làm giảm công suất gây nóng Trái Đất ở mức 0,64 W/m² trung bình toàn cầu , đóng góp phần nào để chống lại mức tăng 3,7 W/m² gây ra bởi nồng độ CO2 tăng gấp đôi.
Lựa chọn hoặc biến đổi gen các loài cây trồng có màu lá sáng hơn cũng đã được đề xuất . Kỹ thuật này chỉ yêu cầu nông dân đổi từ giống cây này sang giống khác. Các vùng ôn đới có thể giảm được nhiệt độ tới 1 °C nhờ kỹ thuật này . Trên quy mô toàn cầu, kỹ thuật này cho mức giảm trung bình của công suất gây nóng Trái Đất là  0,44 W/m² .

### Trong không gian

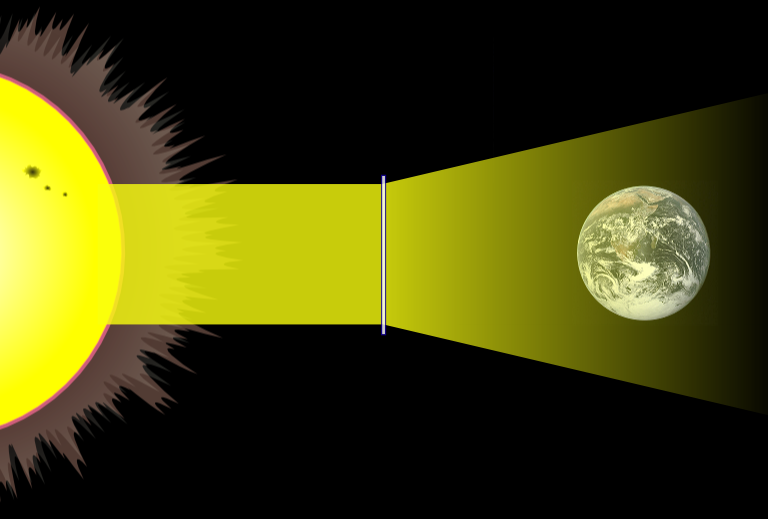
Minh họa ý tưởng thấu kính trong không gian. Hình vẽ không theo tỷ lệ thực tế. Trên thực tế, đường kính của thấu kính chỉ cần ở mức 1000 kilômét là đủ, và độ dầy của thấu kính, ở dạng thấu kính Fresnel, cũng chỉ cần vài milimét.

Bức xạ Mặt Trời có thể được chặn từ không gian. Tuy nhiên, có báo cáo đánh giá các kỹ thuật chặn bức xạ Mặt Trời từ không gian có chi phí cao, khó cạnh tranh với các phương án quản trị bức xạ Mặt Trời khác.
Roger Angel đề xuất sử dụng gương bay quanh Trái Đất để phản xạ một phần ánh nắng Mặt Trời ra khỏi Trái Đất.
Curtis Struck ở Đại học Bang Iowa tại Ames đề xuất khai thác bụi từ Mặt Trăng để tạo mây bụi chắn một phần bức xạ Mạt Trời.
Nhiều học giả đã đề xuất đặt cách tử nhiễu xạ hoặc thấu kính vào không gian, có thể ở điểm Lagrange L1 nằm giữa Trái Đất và Mặt Trời. Năm 1989, J. T. Early đề xuất dùng thấu kính Fresnel ở L1. Năm 1997, Edward Teller, Lowell Wood, và Roderick Hyde đề xuất dùng cách tử nhiễu xạ. Năm 2004, Gregory Benford đưa ra tính toán rằng thấu kính Fresnel phân kỳ đường kính 1000 kilômét, dày vài milimét, nằm ở điểm L1, có khả năng làm giảm bức xạ Mặt Trời chiếu đến Trái Đất khoảng 0,5% đến 1%. Ông cũng ước lượng chi phí đầu tư ban đầu vào cỡ 10 tỷ đô la Mỹ, và cần 10 tỷ đô la Mỹ nữa dành cho bảo trì hệ thống trong suốt vòng đời hoạt động. Các giải pháp này đòi hỏi những kỹ thuật và chi phí để duy trì vị trí của các cấu trúc khổng lồ tại điểm L1, tránh bị gió Mặt Trời thổi lệch đi.

## Ưu nhược điểm
Các kỹ thuật quản trị bức xạ Mặt Trời thường có khả năng mang lại hiệu quả nhanh chóng, chỉ trong vòng một vài tháng kể từ khi bắt đầu thực hiện, trong khi các giải pháp chống biến đổi khí hậu khác, như cắt giảm phát thải cacbonic có độ trễ lớn trong việc phát huy tác dụng. Một số giải pháp quản trị bức xạ Mặt Trời được cho là có chi phí thấp, so với thiệt hại gây ra bởi việc để cho biến đổi khí hậu không được kiểm soát, và so với các phương án chống biến đổi khí hậu khác. Do chi phí thấp, nên một quốc gia hoặc một nhóm nhỏ quốc gia, hay thập chí một tổ chức, một nhóm người nhất định, có thể thực hiện được một số kỹ thuật quản trị bức xạ Mặt Trời có tác động quy mô toàn cầu . Trong khi đó, các giải pháp như cắt giảm cacbon dioxide đòi hỏi sự đồng thuận tham gia của tất cả các quốc gia. Nhờ vào tác động nhanh của các kỹ thuật quản trị bức xạ Mặt Trời, các hiệu ứng lên khí hậu có thể dừng lại, hoặc làm giảm thiểu, hoặc làm tăng cường, chỉ trong khung thời gian ngắn, cho phép kiểm soát và tránh sai lầm, hoặc sửa sai nhanh chóng.
Trong ngắn hạn, quản trị bức xạ Mặt Trời đem lại nhiều lợi ích, tuy nhiên, trong dài hạn vẫn cần thiết cắt giảm cacboníc. Quản trị bức xạ Mặt Trời không giải quyết được các vấn đề khác do cacboníc gây ra, như acid hóa đại dương.
Hiện tại, các kịch bản khí hậu sau khi thực hiện quản trị bức xạ Măt Trời đều được dự báo dựa trên các mô hình tính toán và mô phỏng trên máy tính. Nhưng kết quả thực tiễn có thể khác với dự báo, điều này tạo ra rủi ro nhất định trong áp dụng quản trị bức xạ Mặt Trời. Bản thân các kết quả dự báo ở các mô hình khác nhau cũng có sự khác biệt. Rủi ro lớn nhất gặp phải là các mô hình tính toán chưa hiểu đầy đủ mọi quá trình khí hậu thực tiễn, và phản ứng thực tiễn của hệ thống khí hậu có thể bị vượt qua điểm tới hạn. Khi đó không thể phục hồi được lại nguyên trạng và sửa chữa các sai lầm. Tuy nhiên các phương pháp chống biến đổi khí hậu khác cũng có những rủi ro trong dự báo, dù mức độ rủi ro có thể khác nhau.
Các hiệu ứng khí hậu không mong muốn có thể xảy ra, như sự thay đổi về vòng tuần hoàn nước trên Trái Đất. Hiệu ứng này có thể tích lũy dần theo năm tháng, hoặc thậm chí hỗn loạn. Tầng ôzôn có thể bị ảnh hưởng nếu sử dụng sulfide ở tầng bình lưu. Việc sử dụng sol khí hoặc mây che làm ánh sáng Mặt Trời bị tán xạ nhiều hơn, ảnh hưởng đến cây trồng  và ngành công nghiệp năng lượng Mặt Trời, giảm độ trong của bầu trời xanh, và thay đổi nhẹ màu sắc khi hoàng hôn và bình minh. Sol khí cũng ảnh hưởng đến việc hình thành các mây ti.
Tuy nhiên không phải hiệu ứng phụ nào cũng có hại, chẳng hạn năng suất nông nghiệp được dự báo có sự tăng trưởng nhờ vào ánh nắng được tán xạ hơn và nồng độ cacboníc cao hơn. Một nghiên cứu vào năm 2019, đăng ở tạp chí Nature Climate Change, đánh giá rằng nếu chỉ áp dụng quản trị bức xạ Mặt Trời ở mức giảm một nửa hiệu ứng nóng lên toàn cầu gây bởi nồng độ CO2 tăng gấp đôi, thì nhiệt độ và lượng mưa đều có khả năng cao là không bị biến động đến mức gây hại, và lợi ích thu được là đồng đều trên toàn cầu.
Do khả năng tác động nhanh lên khí hậu, một rủi ro của ứng dụng quản trị bức xạ Mặt Trời là "sốc dừng". Nếu vì một lý do nào đó, việc ngăn bức xạ Mặt Trời bị đột ngột dừng lại, khí hậu có thể nóng lên nhanh và bất thường. Nhiệt độ tăng một cách đột ngột có thể gây ra hệ quả, tiêu cực hoặc tích cực, mạnh hơn so với việc tăng lên từ từ. Nhiệt độ tăng nhanh có thể gây khó khăn cho một số loài sinh vật, thậm chí có thể gây ra sự tuyệt chủng ở một số loài nhạy cảm.
Các kỹ thuật quản trị bức xạ Mặt Trời được cộng đồng quốc tế thống nhất là không được phép sử dụng như vũ khí cho mục đích quân sự. Năm 1976, 85 quốc gia đã ký vào thỏa thuận của Liên hiệp Quốc về việc cấm sử dụng các kỹ thuật cải tạo môi trường vào mục đích thù địch hoặc làm vũ khí, Hiệp ước Biến đổi Môi trường. Tuy nhiên, rủi ro vẫn có, khi một hay một vài quốc gia hủy thỏa thuận, hoặc các tổ chức độc lập, như các tổ chức khủng bố, sử dụng các kỹ thuật quản trị bức xạ Mặt Trời để gây ra các thiệt hại cho đối thủ, như gây ra mất mùa, hoặc tạo chênh lệch lợi thế trên địa hình chiến trường.

## Triển khai
Vấn đề triển khai các kỹ thuật quản trị bức xạ Mặt Trời hiện nay đang dừng lại ở các tranh luận chính trị. Các chủ đề tranh luận xoay quanh ai sẽ có quyền điều khiển việc triển khai, và các hành lang pháp lý để theo dõi và định hướng việc triển khai. Việc bảo vệ các hệ thống quản trị bức xạ Mặt Trời, khỏi sự phá hoại hoặc lạm dụng của các tổ chức hoặc quốc gia đối địch, cũng được tính toán đến trước khi triển khai.
Việc triển khai đơn phương quản trị bức xạ Mặt Trời bởi một tổ chức hay quốc gia riêng rẽ khó xảy ra, do có nhiều lợi ích hơn cho các quốc gia nếu cùng hợp tác theo một chính sách thống nhất. Tuy nhiên một số nhà nghiên cứu cho rằng một thỏa thuận toàn cầu sẽ dễ vướng phải các bất đồng lợi ích.
Dư luận và công chúng chưa có nhiều thông tin về các kỹ thuật khí hậu nói chung và quản trị bức xạ Mặt Trời nói riêng. Những người nắm được thông tin thường có xu hướng phản đối việc triển khai. Một trong các lý do phản đối là: việc triển khai quản trị bức xạ Mặt Trời sẽ làm giảm sức ép cắt giảm cacboníc, làm chậm các nỗ lực cắt giảm cacboníc cho đến khi những thảm họa khác mà cacboníc gây ra, như acid hóa đại dương, trở nên quá nghiêm trọng.